# Fragaria chiloensis
Fragaria chiloensis, dâu tây bãi biển, dâu tây Chilê hay dâu tây ven biển là một trong hai loài dâu tây dại được lai tạo để tạo thành giống dâu tây (F. × ananassa). Chúng được ghi nhận là quả có kích thước lớn. Phạm vi tự nhiên của loài nằm dọc theo bờ biển Thái Bình Dương của Bắc Mỹ và Nam Mỹ và cả Hawaii. Những con chim di cư được cho là đã phân tán F. chiloensis từ bờ biển Thái Bình Dương của Bắc Mỹ đến vùng núi Hawaii, Chile và Argentina. Loài này ưa thích thổ nhưỡng đá và cồn cát ven biển.

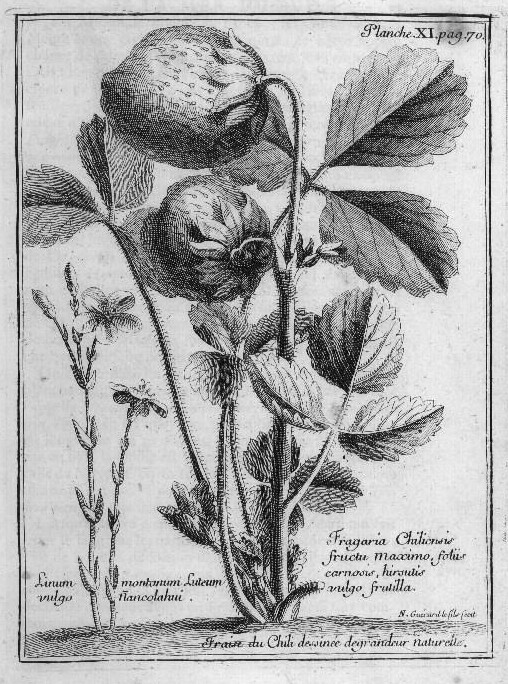
Fragaria chiliensis fructu maximo (F. chiloensis), được minh họa trong tài liệu của AF Frézier về chuyến đi đến Nam Mỹ (1716)

Cây là loài thực vật thường xanh, có thể phát triển đến 15–30 cm (5,9-11,8 in) chiều cao với có ba lá trong một cuống lá, mỗi lá dài khoảng 5 cm (2,0 in). Những bông hoa màu trắng nở vào mùa xuân và đầu mùa hè. Quả có thể ăn được, có màu đỏ trên bề mặt, màu trắng ở bên trong.

## Phân loài
Loài dâu này gồm nhiều phân loài:

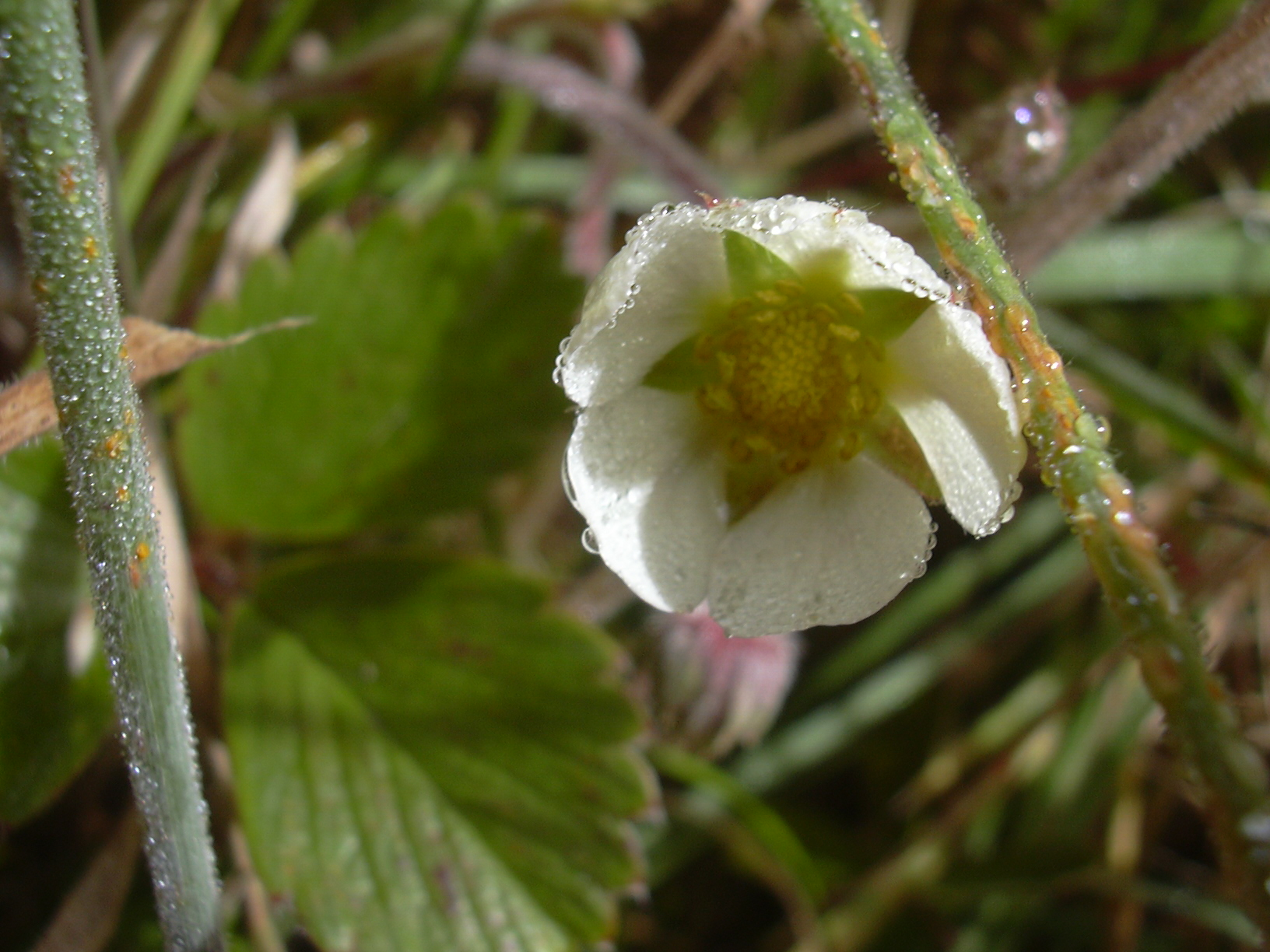
Fragaria chiloensis phân loài chiloensis forma chiloensis
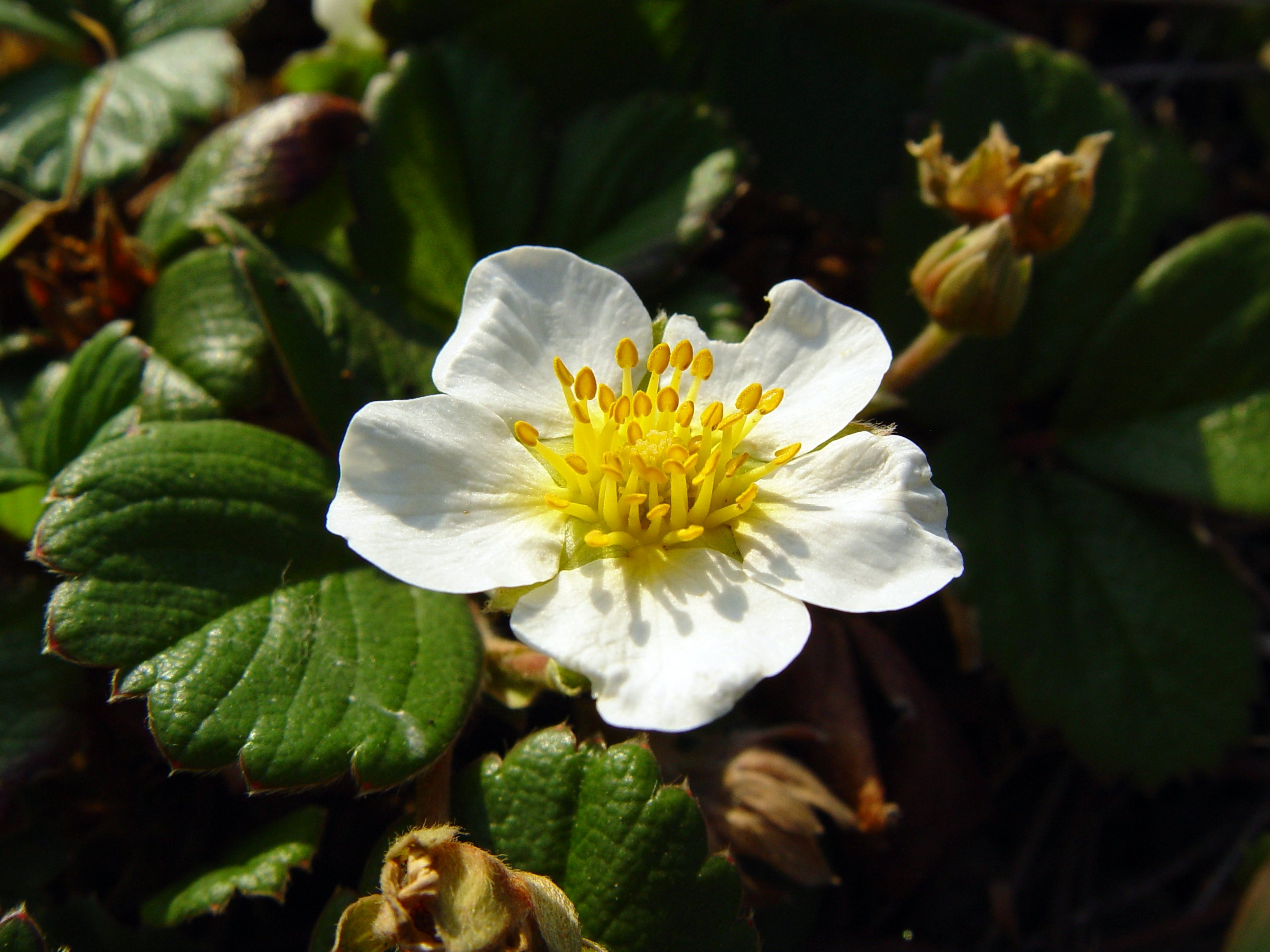
Dâu biển tại Pacifica State Beach, San Mateo County, California.

- Fragaria chiloensis phân loài chiloensis forma patagonica (Argentina, Chile)
- Fragaria chiloensis phân loài lucida (E. Vilm. ex Gay) Staudt (bờ biển British Columbia, Washington, Oregon, California)
- Fragaria chiloensis phân loài pacifica Staudt (bờ biển Alaska, British Columbia, Washington, Oregon, California)
- Fragaria chiloensis phân loài sandwicensis (Decne.) Staudt – ʻŌhelo papa (Hawaii)

- Fragaria chiloensis phân loài chiloensis forma chiloensis
- Dâu biển tại Pacifica State Beach, San Mateo County, California.

## Di truyền học
Dâu tây Fragaria có bộ nhiễm sắc thể đơn bội là 7 nhiễm sắc thể. Fragaria chiloensis là thể đa bội, gồm 8 bộ đơn bội (tức 8n) tổng số là 56 (xem thêm trang số nhiễm sắc thể ở các loài, mục "Dâu tây").
Tám bộ gen thuộc bốn bộ riêng biệt, hai loại khác nhau, và có rất ít hoặc không có cặp gen nào giữa các bộ. Thành phần bộ gen của các loài dâu tây thể đa bội thường được chỉ định là AAA'A'BBB'B '. Bộ gen loại A có khả năng được đóng góp bởi tổ tiên lưỡng bội liên quan đến loài Fragaria vesca hoặc các loài tương tự, trong khi bộ gen loại B dường như có nguồn gốc từ một họ hàng gần của Fragaria iinumae. Quá trình lai tạo và quá trình hình thành loài của các loài dâu tây thể đa bội vẫn chưa được biết, nhưng có thể cấu trúc bộ gen của cả Fragaria chiloensis và Fragaria virginiana (và bằng cách mở rộng cả dâu tây đa bội được trồng) cũng giống hệt nhau.

## Thông tin khác về loài
Quả của loài dâu này được bán như một món ngon tại nhiều địa phương ở thị trường Nam Mỹ. Loài Fragaria chiloensis đã lai với Fragaria virginiana để tạo thành loài dâu tây (Fragaria ananassa) trồng trọt dần dần lan rộng trên toàn cầu, cuối cùng trở thành giống dâu tây trồng chiếm ưu thế trên thế giới. Kích thước quả của chúng lớn hơn hai giống ban đầu.
Amédée-François Frézier (1682–1773) là người đầu tiên mang mẫu vật của Fragaria chiloensis từ châu Mỹ đến các châu lục khác.
Chaetosiphon fragaefolii, hay rệp dâu, là một loài bọ ăn F. chiloensis ở Chile. Nó là côn trùng mang Strawberry mild yellow-edge virus (SMYEV)- một loại virus.